# Klaudia Jans-Ignacik
Klaudia Jans-Ignacik (* 24. September 1984 in Gdynia) ist eine ehemalige polnische Tennisspielerin.

## Karriere
Klaudia Jans, die im Alter von zehn Jahren mit dem Tennissport begann, bevorzugte laut ITF-Profil Hartplätze.
Im Jahr 2000 bestritt sie ihre erste Profisaison. 2003 gewann sie mit ihrer Landsfrau Alicja Rosolska, mit der sie auch im polnischen Fed-Cup-Team zusammen antrat, ihren ersten Titel auf ITF-Ebene. 2004 folgte der erste ITF-Einzeltitel. 2009 trat sie erstmals im Fed Cup an.
Für Polens Fed-Cup-Mannschaft spielte sie 31 Doppelpartien, von denen sie 20 gewinnen konnte (ihr einziges Einzel hat sie verloren).
Ihren ersten WTA-Titel gewannen Jans/Rosolska am 12. April 2009 in Marbella, wo sie das spanische Doppel Anabel Medina Garrigues und Virginia Ruano Pascual mit 6:3 und 6:3 besiegten. 
Klaudia Jans heiratete 2011 den polnischen Sportreporter Bartosz Ignacik und trägt seitdem den Doppelnamen. 2012 folgten zwei weitere Doppeltitel, in Straßburg (wiederum auf Sand) an der Seite von Wolha Hawarzowa aus Weißrussland und beim Hartplatzturnier in Montreal mit Kristina Mladenovic aus Frankreich.
Jans-Ignacik kehrte nach einer einjährigen Babypause im Januar 2014 auf die Tour zurück. Im März und im April stand sie bei den Turnieren von Acapulco und Kattowitz jeweils im Halbfinale der Doppelkonkurrenz. 2015 erreichte sie zusammen mit Andreja Klepač das Viertelfinale der Australian Open; es war neben ihrem Finaleinzug im Mixed 2012 bei den French Open ihr bestes Abschneiden bei einem Grand-Slam-Turnier.

## Turniersiege

### Einzel
| Nr. | Datum        | Turnier | Kategorie   | Belag | Finalgegnerin         | Ergebnis      |
| --- | ------------ | ------- | ----------- | ----- | --------------------- | ------------- |
| 1.  | 23. Mai 2004 | Gdynia  | ITF $10.000 | Sand  | Magdalena Kiszczyńska | 6:4, 3:6, 6:3 |

### Doppel
| Nr. | Datum           | Turnier   | Kategorie         | Belag     | Partnerin           | Finalgegnerinnen                               | Ergebnis          |
| --- | --------------- | --------- | ----------------- | --------- | ------------------- | ---------------------------------------------- | ----------------- |
| 1.  | 12. April 2009  | Marbella  | WTA International | Sand      | Alicja Rosolska     | Anabel Medina Garrigues Virginia Ruano Pascual | 6:3, 6:3          |
| 2.  | 26. Mai 2012    | Straßburg | WTA International | Sand      | Wolha Hawarzowa     | Natalie Grandin Vladimíra Uhlířová             | 6:74, 6:3, [10:3] |
| 3.  | 12. August 2012 | Montreal  | WTA Premier       | Hartplatz | Kristina Mladenovic | Nadja Petrowa Katarina Srebotnik               | 7:5, 2:6, [10:7]  |